# Machaerium hatschbachii
Machaerium hatschbachii är en ärtväxtart som beskrevs av Velva Elaine Rudd. Machaerium hatschbachii ingår i släktet Machaerium och familjen ärtväxter. Inga underarter finns listade i Catalogue of Life.